# Мисато (посёлок, Сайтама)
Мисато (яп. 美里町 Мисато-мати) — посёлок в Японии, находящийся в уезде Кодама префектуры Сайтама. Площадь посёлка составляет 33,48 км², население — 11 458 человек (1 августа 2014), плотность населения — 342,23 чел./км².

## Географическое положение
Посёлок расположен на острове Хонсю в префектуре Сайтама региона Канто. С ним граничат города Хондзё, Фукая и посёлки Йории, Нагаторо.

## Население
Население посёлка составляет 11 458 человек (1 августа 2014), а плотность — 342,23 чел./км². Изменение численности населения с 1980 по 2005 годы:
| 1980 | 11 030 чел. |  |
| 1985 | 11 546 чел. |  |
| 1990 | 11 797 чел. |  |
| 1995 | 12 197 чел. |  |
| 2000 | 12 107 чел. |  |
| 2005 | 11 963 чел. |  |

## Символика
Деревом посёлка считается сосна густоцветная, цветком — хризантема.